# 韓簡 (春秋)
韩简（？—？），姬姓，韩氏，名简，谥定，又称定伯简，是韩万之孙，赇伯的儿子，晋国大夫。

## 韩原之战
前645年秋，秦穆公统帅军队进攻晋国，晋军一路败退到韩原，晋惠公任命家仆徒为车右，步扬为御戎，任命梁由靡担任韩简的御戎，虢射担任韩简的车右，跟在晋惠公的战车后面。

### 战前
将要与秦军开战之前，晋惠公派韩简侦查秦军。韩简回来答复说：“敌军人数比我军少，但是愿意奋战的人却是我军的一倍。”晋惠公问：“这是什么原因？”韩简说：“国君逃离晋国的时候是依靠着秦国的帮助，回国继承君位烦劳过秦国的宠信，我国饥荒时又吃过秦国卖的粟米，秦国三次给予的恩惠都没有报答，所以他们才发兵入侵。如今又将迎击他们，秦军没人不愤怒的，晋军没人不懈怠的，他们的斗士何止多我们一倍。”晋惠公说：“不错，但我现在不出击，回去以后，秦国一定会经常来犯。一个人尚且还不能经受这种习惯性的侮辱，何况是国家呢？”晋惠公於是命令韩简向秦军约战。此后的记载《左传》和《国语》有差异。
《左传》记载韩简代表晋惠公说：“寡人不才，还有能力集合部下而不让他们离散，秦军如果不回国，我将无所回避。”秦穆公派公孙枝回答说：“当初晋君还没回国时，我为他忧惧。晋君回去君位未定时，我仍为他担心。晋君如果君位已定，我怎么敢不接受作战的命令？”韩简退出后说：“这次我能被俘囚禁就是走运了。”
而《国语》则记载韩简代表晋惠公说：“过去秦君的恩惠，我不敢忘记，我有众多将士，能集合他们不使之离散。秦君如果回国，是我所希望的，秦君如果不回国，我将无所逃避。”秦穆公横握着雕花的戈出来迎见韩简，说：“当初晋君还没回国时，我为他担忧，晋君回国后君位未定，我仍然牵挂于心。如今晋君君位已定，军队已成列，就请晋君修整战列，我要亲自见见他。”

### 交战
九月十四日，秦晋两军展开韩原之战，晋惠公的小驷马陷在烂泥中盘旋不出，他向庆郑求救，庆郑因为晋惠公不采纳自己的劝谏不去救助晋惠公。此时梁由靡为韩简驾驭的战车正迎战秦穆公，就快要擒获秦穆公了，庆郑叫他们去救援晋惠公，秦穆公因此逃走，晋惠公也没被救出来，被秦军俘虏。
晋国的大夫们披头散发，拔出军营跟着晋惠公。秦穆公派使者辞谢说：“诸位何必如此忧愁？我跟随晋君西去，只不过是实现五年前的那个妖梦，难道敢做得过分吗？”晋国的大夫们三拜叩头说：“国君您脚踩后土，头顶皇天，皇天后土都听到了您的话，臣等谨在下边听候吩咐。”
晋惠公的姐姐穆姬听说晋惠公被俘后，以自己和儿女自焚相威胁，秦穆公於是把晋惠公拘留在灵台。

## 谏言
前655年，晋献公为将女儿穆姬嫁到秦国的时候曾经卜筮，得到《归妹》变成《睽》的卦象，史苏占卦说：“不吉利。卦辞说：‘男人宰羊，不见血浆；女子拿筐，也无实赏。西邻责备，不可补偿。《归妹》变《睽》，无人相帮。’《震》变成《离》，也就是《离》变成《震》。‘又是雷又是火，为嬴姓击败姬姓。车子脱离车轴，大火焚烧军旗，不利于出师，在宗丘大败。《归妹》嫁女，《睽》离单孤，敌寇的木弓将要舒张。侄子跟着姑姑，六年出亡，抛弃夫人，逃归己邦。次年，死在高梁的废墟。’”
晋惠公被拘留在秦国后说：“先君如果听从了史苏的占卦，我不会到这个地步！”韩简当时随侍在晋惠公身旁，他说：“龟甲是形象；筮草是数字。事物生长以后才有形象，有形象以后才能滋长，滋长以后才有数字。先君所败坏的道德，难道可以数得完吗？史苏的占卦，即使听从了，又有什么好处？《诗经》说：‘百姓遭受的灾孽，不是从天而降。当面附和，背后毁谤，主要都由于人的行为不端。’”

## 其他参考书目
- 杨伯峻 《白话左传》

| 前任： 赇伯 | 晋国韩氏宗主 第三代 | 繼任： 子舆 |